# 伊達雅圖勒拉

位於喀什附近的阿巴和加麻札，俗稱“香妃墓”

伊達雅圖勒拉（Ḥidāyat ul-Lāh Āfāq，1626年—1694年），尊號為“阿巴和加”（維吾爾語：ئاپاق خوجا‎，拉丁维文：‎），一译阿巴克霍加、阿巴霍加、阿帕克和卓，是明清之际葉爾羌汗國喀什噶尔地區白山派和卓家族的首領。
伊達雅圖勒拉之父玛木特·玉素布是中亚費爾干納人（其地今屬乌兹别克斯坦），由河中地区迁居新疆，並傳教娶妻。之後又移居喀什噶爾、叶尔羌等地，但遭到當地的黑山派驱逐。伊達雅圖勒拉出生于哈密。後因與黑山派激烈爭鬥，被葉爾羌汗伊思玛业勒驅逐，辗转前往甘肅臨夏、西宁，受塔爾寺喇嘛推薦，前往西藏，在那里他乞求五世達賴喇嘛的親信桑結嘉措的帮助。達賴喇嘛寫信給準噶爾首領噶爾丹，帮助伊達雅圖勒拉返回叶尔羌。
1680年，準噶爾部琿臺吉噶尔丹在伊達雅圖勒拉的協助下进军叶尔羌，立蒙古察合台后王阿卜都里什特为新的叶尔羌汗，作为准噶尔的傀儡政权。阿卜都里什特汗与黑山派结盟，以抑制妹夫伊达雅图勒拉的势力。伊达雅图勒拉再次失势，离开叶尔羌积蓄力量。1682年，阿卜都里什特汗势力的扩张对准噶尔造成威胁，被噶尔丹诱至伊犁拘捕，后辗转逃奔清朝。阿卜都里什特汗之弟馬哈麻特額敏继立为叶尔羌汗。但额敏汗不甘屈从于准噶尔的操纵，企图清洗亲准噶尔的官员。伊達雅圖勒拉利用乱局发动政变，控制了额敏汗，成為喀什噶爾、葉爾羌一帶實際上的統治者，並自稱“阿巴和加”。约在1692年，额敏汗企图发兵消灭伊達雅圖勒拉的势力，但兵败被杀。于是伊達雅圖勒拉控制了天山南路的政权，白山派勢力達到鼎盛，黑山派則遭到嚴酷鎮壓。伊達雅圖勒拉长子雅雅和卓管理喀什噶爾。
1694年，伊達雅圖勒拉卒于叶尔羌。雅雅和卓与伊達雅圖勒拉之妻哈尼木·帕的沙为争夺统治权展开内战。不久额敏汗之弟馬哈麻特木明继位为叶尔羌汗，扶植黑山派继续对抗白山派和卓。

## 家族
- 曾祖父：瑪哈圖木·阿雜木
- 祖父：瑪木特·額敏
- 父：瑪木特玉素布
- 母：祖莱罕
- 妻：

沙札迭·瑪希木，葉爾羌汗堯勒巴斯汗的姨母，米爾咱·哈迪·馬克里特之女，米爾咱·雅庫布·楚剌思的前妻。
哈尼米·帕的沙，葉爾羌汗巴巴汗之女，阿卜都里什特之妹。
- 子：雅雅和卓、马哈迪和卓（哈尼米·帕的沙所生）
- 孙：玛罕木特
- 曾孫：波羅尼都、霍集占

## 資料來源
- Kim Hodong, "Holy War in China: The Muslim Rebellion and State in Chinese Central Asia, 1864-1877". Stanford University Press (March 2004). ISBN 0-8047-4884-5. (Searchable text available on Amazon.com)
- Gladney, Dru (1999). "The Salafiyya Movement in Northwest China: Islamic Fundamentalism among the Muslim Chinese?" Originally published in "Muslim Diversity: Local Islam in Global Contexts". Leif Manger, Ed. Surrey: Curzon Press. Nordic Institute of Asian Studies, No 26. Pp. 102–149
- Rian Thum, "Beyond resistance and nationalism: local history and the case of Afaq Khoja". Central Asian Survey, 31:3, 293-310 (October 2012).